# 斐迪南·舍爾納
約翰·斐迪南·舍爾納（德語：Johann Ferdinand Schörner；1892年6月12日—1973年2月7日）是纳粹德国的陆军元帅，是一位獲得鑽石橡葉騎士佩寶劍鐵十字勳章的高級將領和德意志國防軍陸軍總司令。舍爾納對自己軍隊極為嚴格，曾因不經軍事審判就直接處決士兵而頗受爭議。第二次世界大戰結束後，舍尔纳被送往蘇聯政治監獄服刑，期間西德媒體對其大篇幅報導，認為他已成為蘇聯軍官。舍爾納獲釋後，受到東德的工作邀請，他對此拒絕并前往西德，結果被當地法院起訴戰爭期間對麾下軍官的處決，最終判處4年監禁。

## 生平

### 早年生涯
約翰·斐迪南·舍爾納在1892年6月12日出生於巴伐利亚慕尼黑的中產階級家庭中，父親約翰·舍爾納（Johann Schörner，1859-1931）為一名警察，母親安娜·鮑爾（Anna Bauer）是巴伐利亞傳統的中產階級，舍爾納與18世紀的德國化學家約翰·沃爾夫岡·德貝萊納有親戚關係。由於父母下層階級的出身，舍爾納總是避免與其商討人生的規劃。舍爾納於慕尼黑度過了童年，之後上了卢伊特波尔德中学（Luitpold Gymnasium），於1911年6月畢業。舍爾納接著志願加入了巴伐利亞皇家陸軍，於1911年10月1日加入被派至其陸軍的精英單位「巴伐利亞皇家陸軍警衛團」（Königlich Bayerisches Infanterie-Leib-Regiment）第12營服役，於1912年4月1日晉升為准下士。4個月後舍爾納晉升為一級中士，隔年5月22日舍爾納晉升為中士身份。
不同於後來成為第三帝國陸軍元帥的其他人，舍爾納無意繼續軍事生涯，而想改去慕尼黑大学研究文學和語言學，於是他在1912年9月30日辦理終止志願服役，離開了陸軍，計畫研修6門學科，除了在家鄉外，還要前往法國格勒诺布尔、瑞士洛桑和義大利佛羅倫斯等地修習哲學與罗曼语族文學，在此期間，舍爾納已習得口譯員程度的義大利語和法語。

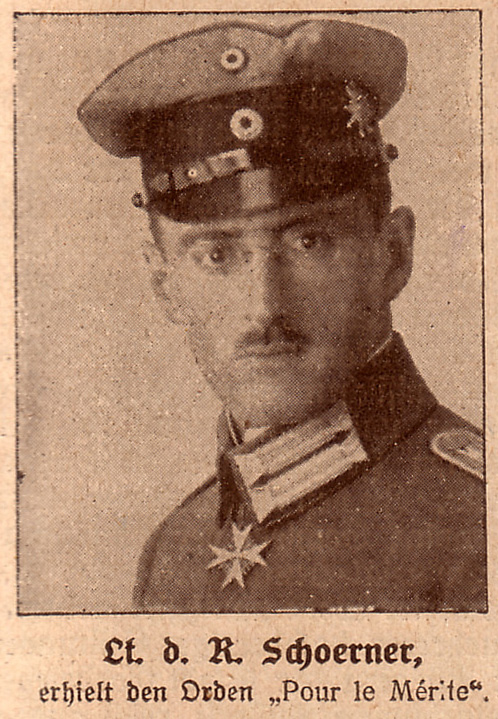
1918年，舍爾納中尉被授予功勋勳章

1914年8月第一次世界大戰爆發不久，舍爾納弃笔从戎，加入巴伐利亞皇家步兵團，以預備軍官的身份參加作戰；1914年11月晉升少尉。在一戰中舍爾納表現傑出，曾參與著名的卡波雷托戰役，在1917年秋天突破義大利軍隊的防線。在凡爾登戰鬥受傷後，被送到慕尼黑野戰醫院，在未取得出院許可就回到部隊中服役。舍爾納也參加了阿爾卑斯山脈一帶的戰鬥，曾率領一步兵連在紅塔山隘（Roter-Turm-Pass）阻擊，使羅馬尼亞第一軍團往山中撤退。其他還有在錫比烏和伊松佐河等地戰鬥，其中舍納爾在第十二次伊松佐河之役的戰鬥中，率領第12連部隊在托尔明（Tolmin）進行突破，佔領了科洛夫拉特山（Kolovrat），舍爾納也因為此功績獲得當時德軍最高榮譽勳章功勳勳章，他也是唯一一位以少尉身份被授予其勳章的小軍官。舍爾納後來又參與了攻取凯默尔山（Kemmelberg）的戰鬥，並且表現優秀，1918年舍納爾以中尉的身份退役。

### 戰間期
大戰結束後威瑪共和國政府意欲對國內的共產主义者进行打擊，舍爾納加入了政府军，擔任第21獵兵營營長，先後在慕尼黑和魯爾地區與共产党人作戰。在他的出色表現下，舍爾納被配入陸軍第19步兵團。1922年舍爾納參加軍區考試合格，並於1926年7月1日升為上尉並擔任駐兰茨胡特第19獵兵營的一名連長。1931年舍爾納成為第一位被派往義大利軍隊擔任翻譯官的德國軍人，之後又擔任德勒斯登軍校的戰術教官，舍爾納在擔任教官期間嚴格訓練了武裝黨衛軍，使其能有與德意志國防軍並肩作戰之能力。1934年舍納爾升為少校，1935年擔任參謀部人事人員，到了1937年升為中校後，舍爾納成為了新生德軍的第98山地步兵團團長，並曾受命準備入侵奧地利。

### 第二次世界大戰

#### 西線

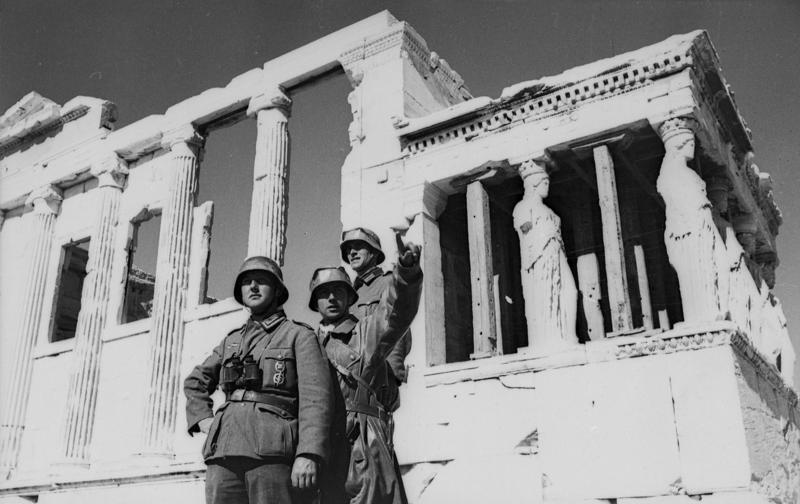
第6山地步兵師占领雅典衛城

舍爾納和他的山地步兵團在波蘭戰役中表現出色，特別是指揮第98和第99山地步兵團在9月12日突擊利沃夫，並以少量兵力成功防禦了利沃夫以東波軍的攻擊，也因此軍階升到上校。德軍不久後開闢了西線戰線，舍爾納擔任了新成立的第6山地步兵師師長，負責自萊茵河對面的孚日山向東部突擊。法國戰役結束後舍爾納本來要參加海獅計畫入侵英國的行動，卻因為德國不列顛空戰的失敗而作罷。1940年8月舍爾納晉升少將，接著在1941年率領第6山地步兵師在巴爾幹戰區參與對希臘和英國軍隊的進攻，突破了希臘的梅塔克薩斯防線，1941年4月20日舍爾納獲得騎士鐵十字勳章。4月27日他的前鋒部隊在希臘奧林帕斯山和衛城升起德國軍旗，為德軍第一個在該地區佔領的師。

#### 東線

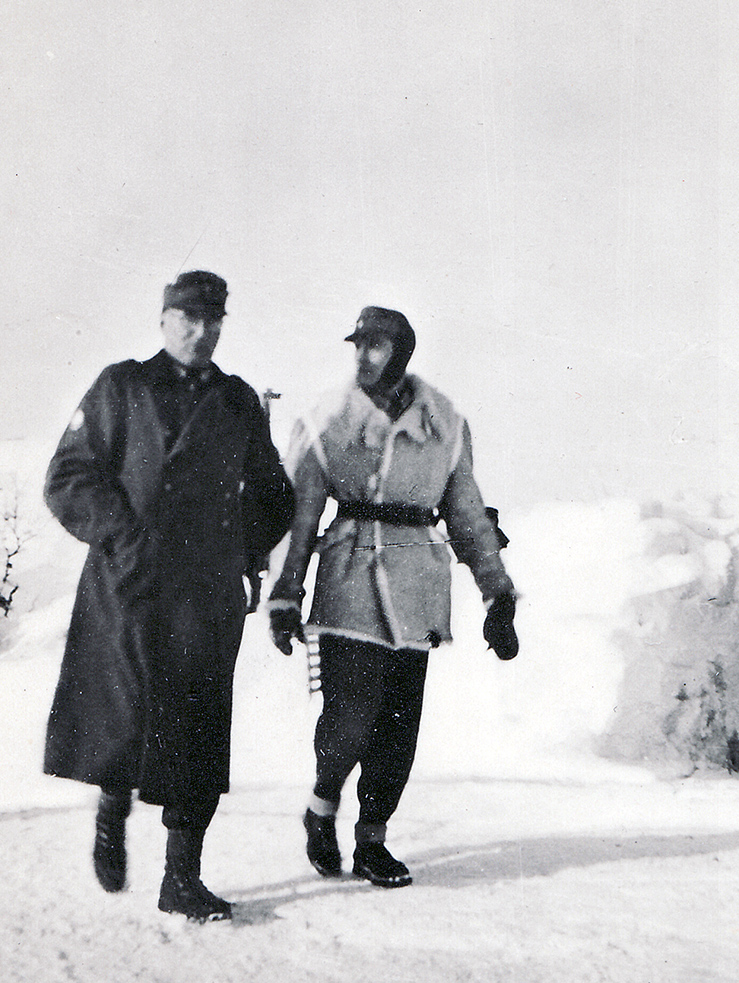
舍爾納與部屬視察北極軍區

1941年6月德國入侵蘇聯，開闢了東線戰場，在秋季時舍爾納與他的山地步兵被派到摩爾曼斯克去接替愛德華·迪特爾的職務。舍爾納這時指揮第19山地軍於芬蘭北部一帶，負責攻擊盟軍經由大西洋到該港的商船，並保護佩琴加省附近的鎳礦。在該區舍爾納多次防守蘇軍優勢兵力的進攻，並未使任何土地落入他手。舍爾納於該處作戰時總是在軍隊的正中央設置指揮所統籌，這段時間裡他有句在部隊裡流行的標語：「就算是北極也沒有什麼大不了的！」以激勵部隊在北極地區的戰鬥士氣，1942年2月28日晉升為中將、5月15日晉升為上將。

#### 蘇軍反攻

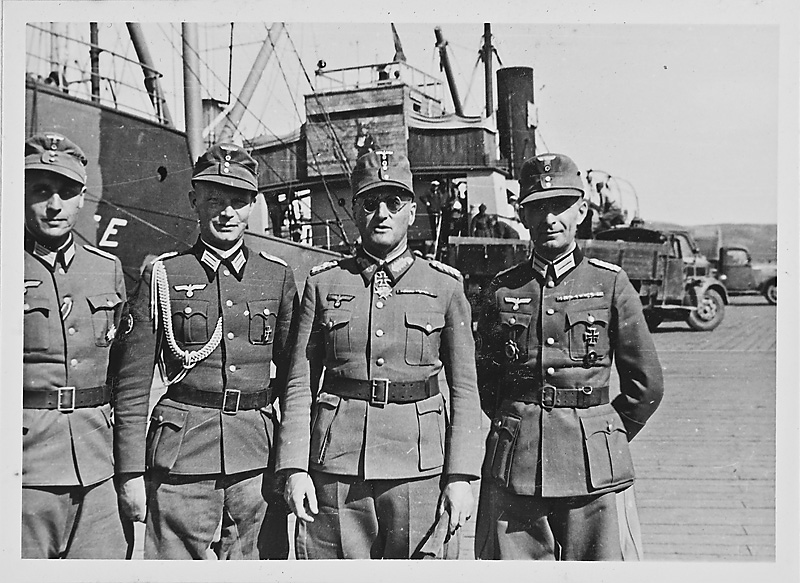
約瑟夫·特博文總督訪問挪威北部和芬蘭期間，舍爾納將軍（戴眼鏡）和他的副官（1942年7月）

1943年1月舍爾納成為納粹黨的一員。蘇聯紅軍開始反攻，德軍開始撤退。1943年1月-11月舍爾納負責指揮第40裝甲軍，在前期舍爾納一再率部擊退蘇軍的進攻，但到了1944年1月蘇軍突破第30軍的防守，使得全軍有被包圍的危機，但他還是堅守1條3公里的撤退路線，全軍逃過被圍殲的命運。另外還有希特勒要求他堅守第聂伯河東岸的橋頭堡，但舍爾納與其部屬皆認為不可行，不惜違反命令撤出該處。1944年2月17日舍爾納的騎士鐵十字勳章被加上了「橡葉」。
舍爾納在指揮羅馬尼亞軍團時，將其與德軍防線連結起來，使扬·安东内斯库（羅馬尼亞王國總理）無法單獨撤離自己的軍隊；同時也為了提高羅馬尼亞人的士氣，將其部隊滲入德國指揮官、盡量給予完整的裝備。他還曾下令，任何人放棄陣地均視為敵前逃亡，無條件處決；若蘇軍突破防線至後方，前線德軍以最快速度補上缺口後，後方蘇軍仍持續挺進，後方士兵也就要受罰。相對的任何士兵只要以火箭炮或反坦克榴彈擊毀蘇軍坦克，就有3星期的長假。舍爾納還曾被派為陸軍總司令部的「國家社會主義指揮部」主任，他與納粹黨的馬丁·鮑曼發生激烈爭吵，原因是鮑曼堅持使用黨員擔任軍隊指揮，而舍爾納則反對並在擔任此職務14天後辭職。

#### 持續撤退

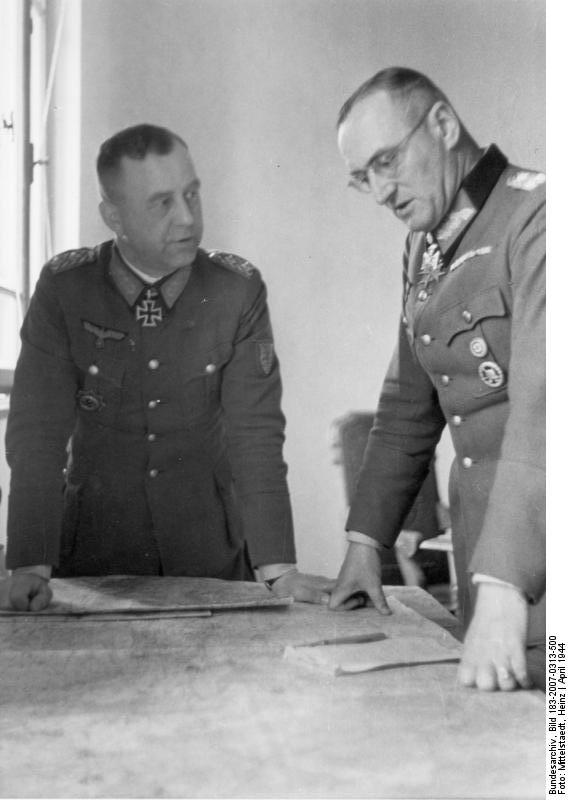
1944年4月舍爾納與奧托·沃勒（Otto Wöhler）上將於羅馬尼亞討論戰況

到了1944年3月改為指揮A集團軍，5月則接替指揮南烏克蘭集團軍總司令。在蘇軍的攻勢下，德國與羅馬尼亞的軍隊被迫退至塞瓦斯托波爾附近，元首大本營認為即使克里米亞已淪陷，該處能夠長時間把守。為了脫離被圍殲的危機，舍爾納趕緊說服希特勒撤出至黑海港口，但當希特勒答應時間已經太晚，德國和羅馬尼亞第17軍已蒙受嚴重損失，失去不少裝備、場面混亂、多人聚集於港口等待撤出。
1944年春末舍爾納指揮一系列防禦作戰，以穩定離羅馬尼亞本土極近的天然防線德涅斯特河。其後被蘇軍以優勢兵力突破防線，他發現第6軍團面臨被圍殲的可能，再次向元首大本營請求撤退，卻因為要考量羅馬尼亞與土耳其（主要是不願見到克里米亞重回蘇軍手中）兩國的政治利益，遭到拒絕，舍爾納為此飛往元首大本營見最高統帥部的阿爾弗雷德·約德爾大將，仍得到相同答覆。舍爾納再次違反命令，指揮第6軍團撤離該處，於聶伯河南岸建立新防線。舍爾納此舉雖令敖德薩丟失了，但保留大部分人力與裝備，且這條新防線持續防禦到8月20日才被放棄。8月23日羅馬尼亞王室及共產黨發動政變，羅馬尼亞退出戰爭。
1944年7月舍爾納成為重新編制的北方集團軍司令（北方集團軍後來集結其殘部，改名為庫爾蘭集團軍）。他在赴任後知道德軍無法阻止蘇聯的突破，下令位於里加-迪納堡防線以北的第16軍團與納爾瓦戰鬥群（Narva）儘速脫離敵軍，穿越里加走廊至庫爾蘭，放棄北波羅的海的城市。8月8日舍爾納的騎士勳章上再度加上「寶劍」。舍爾納還曾不執行希特勒「固守萨雷马岛」的命令，將20,000名原本會被殲滅的德軍秘密撤出。
1945年1月1日舍爾納獲得鑽石橡葉配寶劍騎士鐵十字勳章，但蘇軍於12日開始維斯瓦河-奧得河攻勢，不但突破巴拉努夫防線，還持以深入挺進。舍爾納先在20日擔任A集團軍司令又被轉任命為中央集團軍總司令，而蘇聯發動接連的東普魯士攻勢，德軍無法有效的防禦，已無力抵抗蘇軍進攻德國本土。此時德軍與蘇軍的坦克數量比是1:7、步兵人數是1:10、砲兵是1:20、飛機是1:40，舍爾納只得持續撤軍以迴避蘇軍強硬的攻勢，降低其傷亡，將部隊退至拉齐布日和科茲萊之間的奧得河，持續了20天的防禦。蘇軍在進行完與舍納爾軍團的交戰與西里西亞攻勢後（為掃除進攻柏林時的側翼威脅），消耗太多而暫停攻擊，重新整頓軍隊。1945年2月25日有一篇來自「自由德國」報紙的文章開始被印製成傳單散發到各前線
，內容主要是在擾亂德軍的士氣和對舍爾納的指責，也成為戰後西德媒體對舍爾納評論的一個根據。

#### 德國本土
舍爾納在戰爭後期幫助蘇台德地區與西里西亞的難民撤離，自將被蘇聯佔領的地區撤出約160萬人。同時他派遣許多士兵和國民突擊隊進行類似自殺式的攻擊，以抵擋蘇軍，救出更多難民。舍爾納成為納粹高層最喜愛的軍事將領，如納粹德國宣傳部長約瑟夫·戈培爾，在他1945年3月和4月的日記中，有很多誇獎舍爾納的字句。

「元首還認為舍爾納是我軍最優秀的指揮官…舍爾納令前方戰線歸於安定並使該處部隊的士氣回復。舍爾納向元首報告了，為達此目的而使用了激烈的方法。在敵人面前逃跑的士兵他並沒有寬恕，他將逃兵縊死在樹上，在身上掛上牌子寫道：『我是一個逃兵，我沒有保護德國婦孺，因此被縊死。』這種方法顯然非常有效，舍爾納所指揮的士兵將會在前進陣亡之前清楚的認知到：往後方逃走下場將會是死。」

 — 約瑟夫·戈培爾的日記，1945年3月12日。
1945年4月5日舍爾納被晉升為陸軍元帥（但由於德國情勢危及，希特勒沒有替他製作元帥杖
），4月30日被任命為德意志國防軍陸軍總司令與「阿爾卑斯山要塞」總司令。然而此時以沒有足夠的士兵供舍爾納指揮，他僅能作為一個名義上的集團軍總司令，對納粹德國最後戰敗的結局沒有影響。舍爾納在5月7日解散了他的部隊和參謀人員，隨後在午夜即動身離開。5月8日納粹德國投降，在戰後西德媒體和舍爾納麾下士兵指出5月18日時舍爾納拋棄柏林的部屬，自己搭乘「鸛鳥式」飛機離開，而他是前往蒂羅爾會見海因茨·古德里安，而古德里安早被盟軍俘虜。其後舍爾納也前往德軍第1軍團司令部向美軍投降，美軍不久後將他交給了蘇軍。對於他離開指揮集團軍的原因，一說是因為他害怕落入蘇聯人手中，另一說則是他要前往指揮阿爾卑斯要塞，並以待命的身份整頓整個戰線。

### 戰後

#### 蘇聯監獄
舍爾納後來被送至莫斯科附近的克拉斯诺戈尔斯克第27戰俘營，短時間收留後舍納爾被迫轉移到各個地方，在盧比揚卡、列福尔托沃被內務人民委員部拷問、在布提尔卡被施以非人待遇，之後又因為舍爾納早期隨軍隊在德國西部撲滅共產黨份子的紀錄，以及「身為希特勒的愛將，在佔領地指揮德國陸軍，積極參與籌備對蘇聯的戰爭，違反國際法和國際條約」，在1952年2月的軍事委員會，蘇聯最高法院判處他25年監禁（原判50年）與強迫勞動，由於政治監獄中替其他犯人仗義執言，曾受到幾次減糧的處罰，1953年到1954年的冬天也未領到冬季服裝，後來減刑為18年。在舍爾納的獄裡服刑期間，多次拒絕了蘇聯要他加入自由德國國家委員會的建議。

#### 西德的報導
在他待在蘇聯戰俘營時，西德當地多家媒體報導舍爾納，1950年10月11日的英國「每日電訊報」曾報導說：「舍爾納曾由北韓寫信，說他在北韓軍總司令部裏充任顧問」。1952年6月20日的「吕贝克日报」（Lubecker Nachrichten）曾報導：「舍爾納被派到蘇俄某一步兵學校工作，在那裡講授攻擊戰術和軍隊指揮」，又說「他確實被史達林召見過」。1952年5月10日的「回聲週報」（Echo der Woche）曾報導：「舍爾納元帥在近東擔任蘇聯的間諜工作」。英國記者安特博尼·特里（Antbony Terry）報導說：「依照蘇聯的情報資料，昔日的德國舍爾納元帥現在指揮一個屬於自己約有40,000人的「阿拉伯別動隊」，一切武器都是由昔日德意志國防軍的倉庫中取得的」，其他還有「舍爾納成為了蘇聯元帥，成為了東德人民軍總監，舍爾納其實已經不在人世」等報導，但這些報導大部分是由東德政府與莫斯科在背後發出，主要目的是為了激起西德民眾反對德國再武裝和使舍爾納留在東德替其工作。

#### 東德
在1952年4月舍爾納的刑期被減為12年又6個月。舍爾納自蘇聯戰俘營獲釋，於1955年抵達東柏林後，受到蘇聯佔領區紅十字會會長路德維希（Ludwig）、德国统一社会党職員格斯納（Gessner）、蘇聯大使普希金（Puschkin）的代表、前國防軍代表團的歡迎，在東柏林「約翰大飯店」上，前國防軍的格哈德·法伊尔阿本德（Gerhard Feyerabend）要求舍爾納留在東德，並為當局工作，舍爾納拒絕了。格斯納則說道：「你不要心存幻想！你要到西方去的話，一過邊境就會被捕。否則我們也會運用我們的手段和力量，使你和你的孩子們無法生活下去。你在西方所希望的，你可以在這裡從你每天所讀的西德報紙上都知道了」，12月他被移交給東德當局，直到1958年他才獲准前往西德。

#### 西德法院

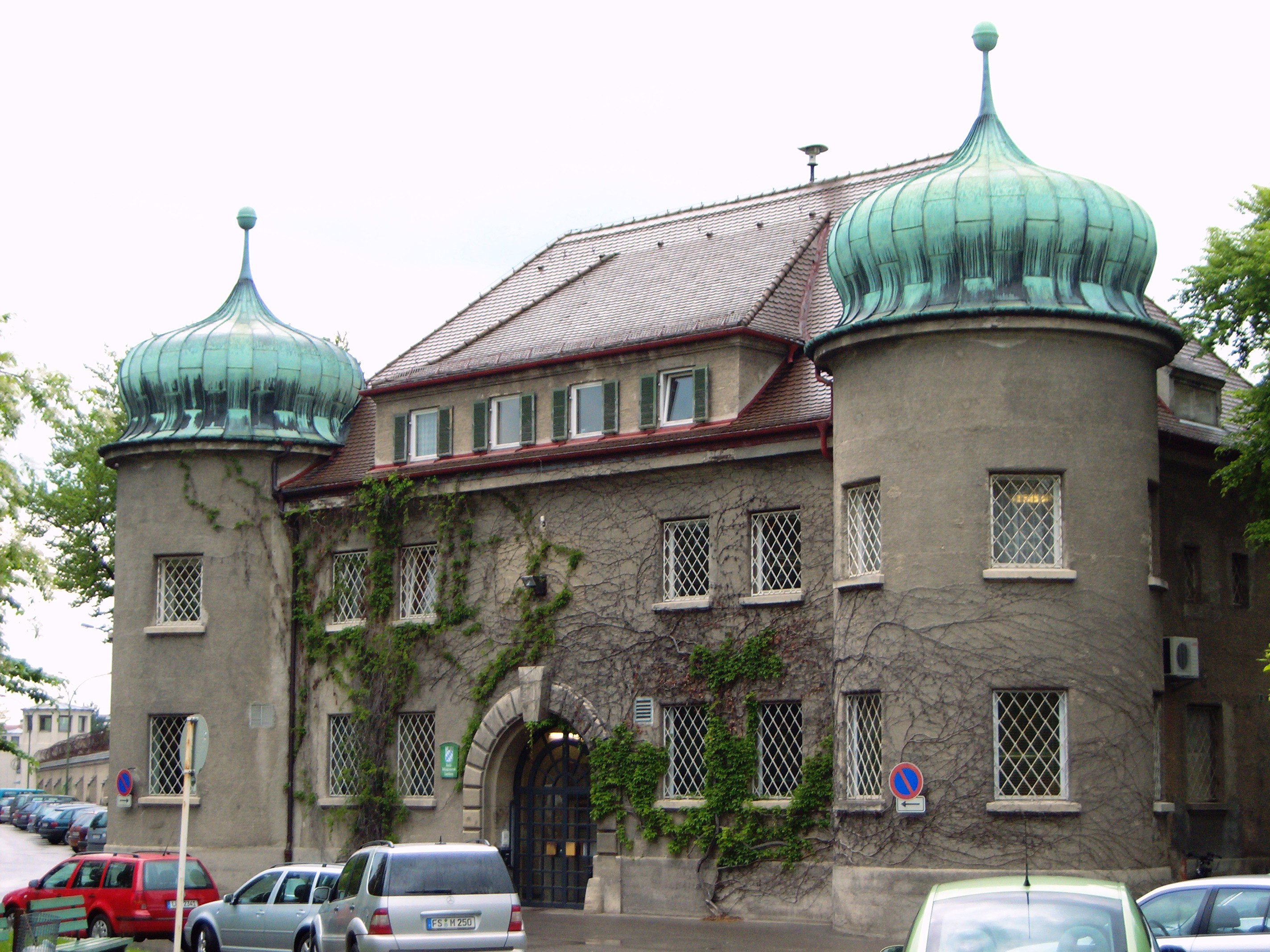
蘭茨貝格監獄

回到西德的慕尼黑後，舍爾納被當地法院起訴，指控他在1945年3月未經審判就處決了阿恩特（Arndt）上校，理由是他被發現醉倒於補給卡車車輪後。舍爾納的律師是魯道夫·阿舍瑙爾（Rudolf Aschenauer），後來阿舍瑙尔找出目擊證人指出阿恩特並未遭到處決，而是被其他軍官釋放了，但此證言遭到非納粹化的法院駁回重審的要求。另外舍爾納還有被控兩件意圖謀殺：在1945年3月24日尼斯失守時，舍爾納認為是該處指揮官格奥尔格·施帕勒（Georg Sparre）上校怠慢所致，要求處決該指揮官與其副手（但實際上是因為上校因心臟病送醫而缺乏指揮才失守）。哥特哈德·海因里希和弗里德里希·舒尔茨（Friedrich Schulz）與舍爾納爭論後取消了該命令，但舍爾納又被判處4年半監禁並被剝奪退休金，舍爾納在判決後說道：「我對我做的一切事情，都願意完全負責。我已經為祖國效了命，並盡一切努力去固守陣線，以抵擋布爾什維克黨徒們的突擊…」。
他於1963年從蘭茨貝格監獄（德語：Justizvollzugsanstalt Landsberg）被釋放，並在慕尼黑默默無名地生活（雖有西德總統海因里希·吕布克給他部份的退休金，但仍曾到需要親友接濟的程度）。60年代末，舍爾納曾受到義大利歷史學家馬里奧·西爾韋斯特里（Mario Silvestri）訪問他在一戰的表現，而不是二戰。
1973年7月2日舍爾納因心臟病去世，終年81歲，他是最後一位去世的德國前陸軍元帥。身後葬於巴伐利亞米滕瓦尔德。

## 評價
有德國退伍士兵指出，在1945年時舍爾納對躲在戰線後的士兵未經軍法審判就直接處決，這些訊息在漢斯·馮·盧克（Hans von Luck）、西格弗里德·克納普（Siegfried Knappe）的著作中均有提到。曾在1944年至1945年於舍爾納指揮下的步兵軍官戈特洛布·比德曼（Gottlob H. Bidermann）在其回憶錄中描述，舍爾納對軍官與士兵皆是以藐視的態度對待，經常任意處罰士兵或是將其降級（也有一說是他們工作怠慢被罰，因而挾怨報復，在軍中散播謠言），即使到了戰爭即將結束依舊如此。舍爾納也被認為十分崇敬希特勒，這個觀點主要是在戰爭最後希特勒任命舍納爾為陸軍總司令，以及在對希特勒錯誤的戰略判斷時表示肯定，讓希特勒認為紅軍的目標是布拉格，而非柏林。舍爾納的軍事能力則因為過晚擔任集團軍司令而不明顯，但在其負責戰線已方傷亡並不多，敵人優勢兵力下也能防禦較長的時間，也因此使其深受希特勒與納粹高層的敬重。
「嗜血的舍爾納」這個綽號，是一位參加過凡爾登戰役的德國老兵弗朗茨·里特·冯·埃普所說的，並且將舍爾納評價為「希特勒手下最殘暴的陸軍元帥」。直到今天，關於舍爾納對麾下士兵的對待、有無擅離職守、是否為納粹主義忠誠信徒的疑問仍未有統一的評價。

## 升官年序
- 豁免兵—1912年4月1日
- 军士—1912年8月1日
- 军士长—1913年5月22日
- 代理军官—1914年11月29日
- 少尉—1917年12月26日
- 中尉—1918年7月15日
- 上尉—1926年8月1日
- 少校—1934年8月14日
- 中校—1937年3月16日
- 上校—1939年8月27日
- 少將—1941年12月17日
- 中將—1942年2月28日
- 上將—1942年5月15日
- 大將—1944年5月20日
- 元帥—1945年4月5日

## 榮譽

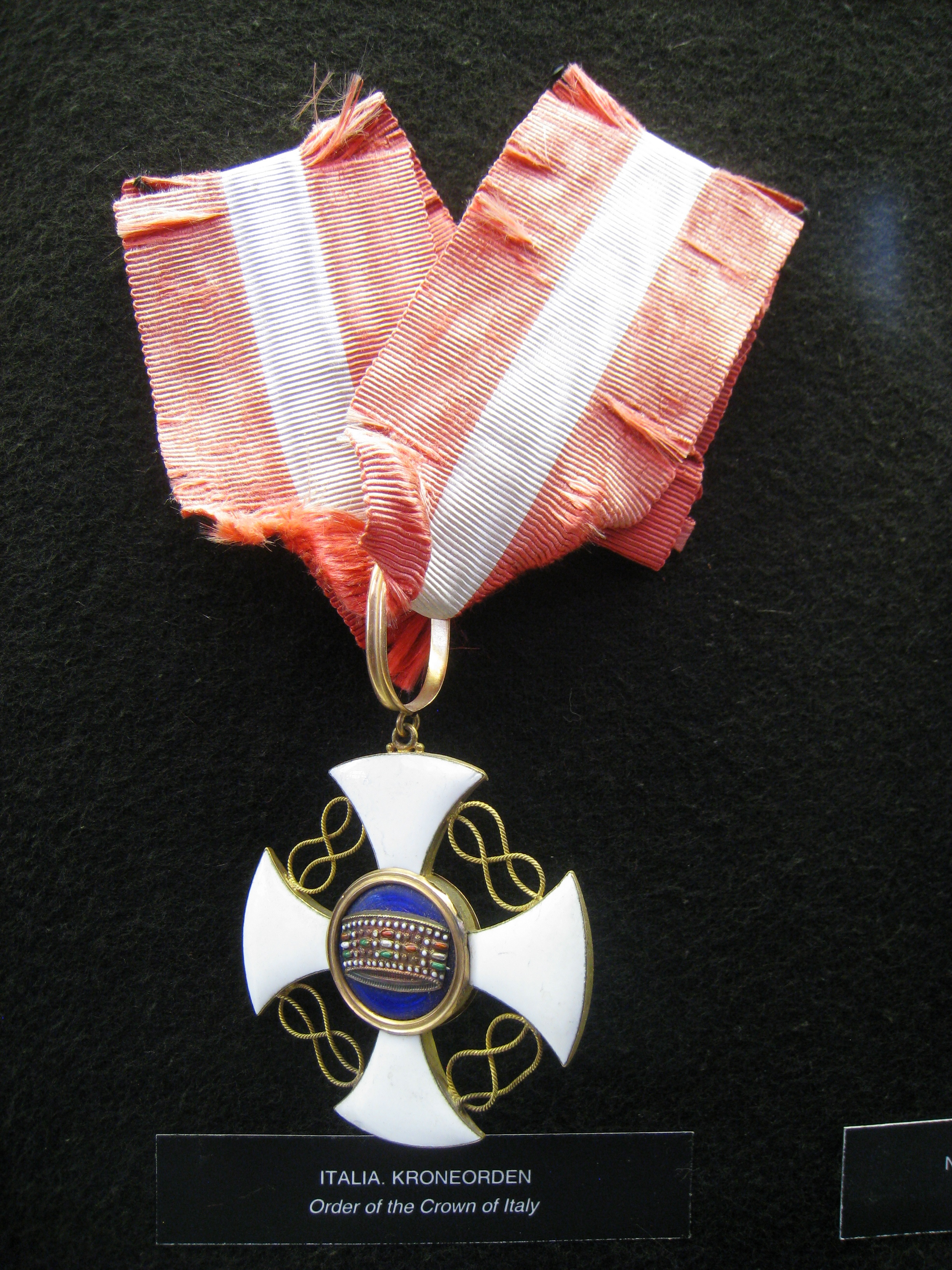
軍官級義大利王冠勳章

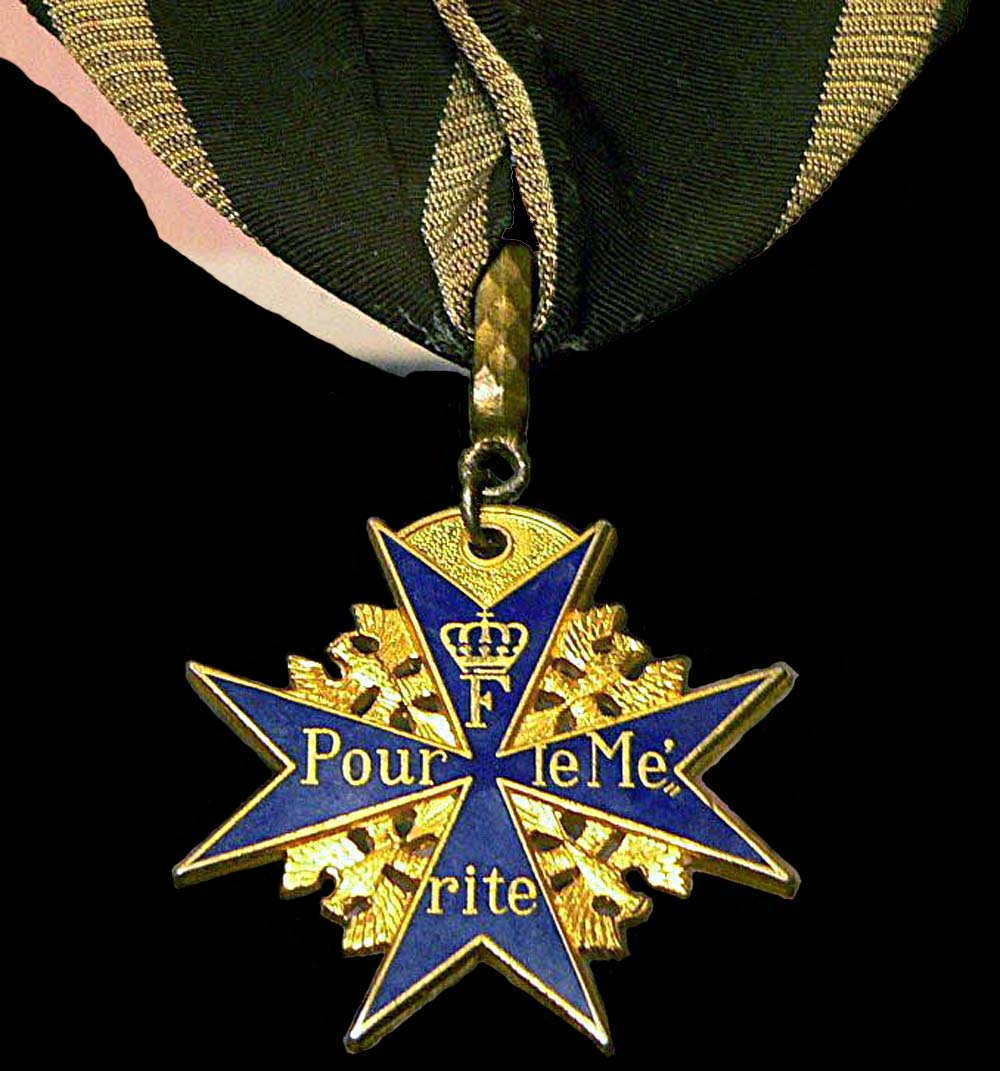
蓝马克斯勋章

- 鐵十字勳章（一戰）：二級（1914年12月27日）和一級 [16]（1917年1月27日）
- 奧地利軍功十字章：第三級戰爭勳章（1916年4月）[16]
- 巴伐利亞軍事功績勳章：第四級皇冠佩劍 [16] （1917年10月24日）
- 蓝马克斯勋章：針對他於義大利的表現[16]（1917年12月5日）
- 重傷勳章：銀色級（1918年）[16]
- 國防軍服務章：二級（1936年10月2日）
- 義大利王冠勳章：軍官級（1938年8月2日）
- 德奧合併紀念章（1938年11月8日）
- 鐵十字勳章（二戰）：二級（1939年9月12日）和一級（1939年9月20日）
- 亞歷山大指揮章：二級帶劍（1941年7月15日）
- 芬蘭自由十字章：一級橡葉（1942年1月1日）
- 騎士鐵十字勳章系列：[17]
  - 騎士鐵十字勳章：1941年4月20日
  - 橡葉騎士鐵十字勳章：1944年2月17日（第398位）
  - 橡葉配寶劍騎士鐵十字勳章：1944年8月28日（第93位）
  - 鑽石橡葉配寶劍騎士鐵十字勳章：1945年1月1日（第23位）
- 東線從軍勳章（1942年8月20日）
- 納粹黨黨章：金質（1943年1月30日）
- 庫爾蘭袖飾
- 德意志十字章：金質
- 被國防軍日報（Wehrmachtbericht）表揚於1944年2月18日、11月30日；1945年1月1日、4月5日和3月9日

### 腳註
1. ↑  a 內容為：「現在於西里西亞和下勞西茨的A集團軍總司令自1月中旬以來是舍爾納上將。舍爾納如何能夠有此光榮，要和指揮靠在北方集團軍的希姆萊站在一起呢？他是配的上這光榮的，因為凡是不順利的地方，他就出現了，而凡是他出現的地方，就不順利了…他是一個貪圖功名的人，是一個充滿虛榮心的人，是一個軍人所說的「騎腳踏車」的人，他的眼往上看而腳向下踏。他的殘暴特性是無人不知的。他動不動就要立刻將人判處死刑。他以將官兵關到監牢裏去為他莫大的威名。他是希特勒的忠臣，完全遵守國家社會主義的法律規則。他自己聲明過：『我不認識法律，我制定我自己的法律』。德國軍人！這就是你們的「領袖」，把他們趕走吧，轉過槍口來，不要再打仗了！凡是反抗你們的，希特勒那些走狗們—黨衛軍和憲兵，都要把他們處死。如此你們才能生存，德國才能生存」！署名—阿希勒（Leopold Achile），1945年2月25日。

### 資料來源
1. 1 2 3 4 5 6 7 8 9 10 11 12 13 14  帝國騎士 ,Cunther Fraschka著 p.335～356
2. ↑  德國歷史研究所（倫敦）"Soldiers into Citizens: Wehrmacht Officers in the Federal Republic of Germany (1945-1960) 的存檔，存档日期2006-06-26.", p. 63.
3. ↑  Brillantenträger Ferdinand Schörner 的存檔，存档日期2011-10-03.
4. 1 2 3 4 5  Gießler, Klaus-Volker: Schörner, Johann Ferdinand （页面存档备份，存于） στο Neue Deutsche Biographie (NDB) （德文）
5. 1 2 3 4  Zinke, Dieter: Βιογραφικό του Φέρντιναντ Σαίρνερ （页面存档备份，存于） (παρατίθεται σε συζήτηση στο Axis History Forum)
6. ↑  Miller, Michael D. & Collins, Gareth: Generalfeldmarschall Johann Ferdinand Schörner （页面存档备份，存于） from site Axis Biographical Research （页面存档备份，存于） （英文）
7. ↑  Mitcham, σ. 127-128
8. ↑  Ernst Klee: Das Personenlexikon zum Dritten Reich. Wer war was vor und nach 1945. Fischer Taschenbuch Verlag, Zweite aktualisierte Auflage, Frankfurt am Main 2005, ISBN 978-3-596-16048-8, S. 556.
9. ↑  Hitler and His Generals ,David Irving著
10. 1 2 3 4 5 6 7 8  德軍元帥小傳，Otto E. Moll著
11. ↑  Joseph Goebbels: Tagebücher 1945. Die letzten Aufzeichnungen. Berlin 1977, S. 164.
12. ↑  André Stirenberg, André Hüsken: Mythos Marschallstab. Der Marschallstab in der preußischen und deutschen Geschichte von 1852 bis 1945. H.M. Hauschild, 2004. – ISBN 3-89757-252-4
13. ↑  Ziemke References Page 134
14. ↑  V.K. Vinogradov and others, Hitler's Death, Chaucer Press 2005, 241. 這些資料是作者譯自蘇聯文件。
15. ↑  Mark Mazower: Militärische Gewalt und nationalsozialistische Werte – Die Wehrmacht in Griechenland 1941 bis 1944 in: Hannes Heer, Klaus Naumann (Hrsg.): Vernichtungskrieg. Verbrechen der Wehrmacht 1941 bis 1944, Hamburg 1995, S. 172
16. 1 2 3 4 5  Rangliste des Deutschen Reichsheeres, Mittler & Sohn Verlag, Berlin 1930, 144頁
17. ↑  Veit Scherzer: Die Ritterkreuzträger 1939-1945, Scherzers Militaer-Verlag, Ranis/Jena 2007, ISBN 978-3-938845-17-2, S.681